# دانييل لونداس
دانييل لونداس (بالفرنسية: Daniel Londas)‏ (مواليد 17 مايو 1954) هو ملاكم فرنسي، مثّل بلاده في الألعاب الأولمبية الصيفية 1980.

## روابط خارجية
دانييل لونداس على موقع بوكس ريك (الإنجليزية) (registration required)
- دانييل لونداس على موقع أوليمبيديا (الإنجليزية)